# یاسلین گونزالس
یاسلین گونزالس (انگلیسی: Jaslene Gonzalez؛ زادهٔ ۲۹ مهٔ ۱۹۸۶) مدل اهل پورتوریکو است.